# Boulengerochromis microlepis
Boulengerochromis microlepis е вид бодлоперка от семейство Цихлиди (Cichlidae). Видът не е застрашен от изчезване.

## Разпространение
Разпространен е в Бурунди, Демократична република Конго, Замбия и Танзания.

## Описание
На дължина достигат до 65 cm, а теглото им е максимум 4500 g.